# 単核種元素
単核種元素（たんかくしゅげんそ、英: Mononuclidic element）とは、天然に存在する核種がただ一つである元素のことである。似た概念にモノアイソトピック元素があるが、この二つは明確に異なる（後述）。

## 概要
ある元素の安定核種あるいは半減期が長い放射性核種がただ一つだけあり、それ以外の核種がすべて半減期の短い放射性核種であると、超新星爆発で重い元素が作られたのち太陽系が誕生してから数十億年の間に半減期の短い核種はすべて崩壊してしまい、自然界には安定核種あるいは長寿命放射性核種ただ一つのみが残り、単核種元素になる。
プロトアクチニウムは例外的に最も長寿命の核種231Paでも半減期3.3×104年と半減期が短いが、それ以外の同位体の半減期が最長のものでも27日と非常に短いことと、231Paが235Uのアルファ崩壊によって供給され続けるために、単核種元素になっている。
単核種元素は天然存在比が常に100%と一定であるため、組成比のゆらぎによって原子量の値に誤差が出ることがなく、原子量を高精度に求めることができる。

## 不安定核種による汚染
単核種元素であっても、核実験や原子力事故などによって発生した放射性降下物による汚染により、本来ただ一つの核種であるはずの元素に放射性核種が混入することがある。この内、寿命が人間の生活時間スケールと比較しても短いものはすぐ崩壊してなくなってしまうが、半減期約1570万年の129Iや半減期約30年の137Csなどは長時間残存し、本来単核種元素であるヨウ素やセシウムの存在比を乱す。
これの顕著な例がプルトニウムである。自然界には244Puが元々痕跡量存在し、単核種と言って良いレベルであったと考えられているが、原子爆弾や核実験の放射性降下物として239Puが大量に自然界にばらまかれた結果、239Puのほうが244Puよりも遥かに多く存在するようになってしまった。そのため現在プルトニウムは単核種元素とはされていない。

## 一覧
| 元素の種類         | 核種  | 陽子数 | 中性子数 | 同位体質量 (u)  | 備考  |
| ------------------ | ----- | ------ | -------- | --------------- | ----- |
| ベリリウム         | 9Be   | 4      | 5        | 9.012 182(3)    |       |
| フッ素             | 19F   | 9      | 10       | 18.998 403 2(5) |       |
| ナトリウム         | 23Na  | 11     | 12       | 22.989 770(2)   |       |
| アルミニウム       | 27Al  | 13     | 14       | 26.981 538(2)   |       |
| リン               | 31P   | 15     | 16       | 30.973 761(2)   |       |
| スカンジウム       | 45Sc  | 21     | 24       | 44.955 910(8)   |       |
| マンガン           | 55Mn  | 25     | 30       | 54.938 049(9)   |       |
| コバルト           | 59Co  | 27     | 32       | 58.933 200(9)   |       |
| ヒ素               | 75As  | 33     | 42       | 74.921 60(2)    |       |
| イットリウム       | 89Y   | 39     | 50       | 88.905 85(2)    |       |
| ニオブ             | 93Nb  | 41     | 52       | 92.906 38(2)    |       |
| ロジウム           | 103Rh | 45     | 58       | 102.905 50(2)   |       |
| ヨウ素             | 127I  | 53     | 74       | 126.904 47(3)   |       |
| セシウム           | 133Cs | 55     | 78       | 132.905 45(2)   |       |
| プラセオジム       | 141Pr | 59     | 82       | 140.907 65(2)   |       |
| テルビウム         | 159Tb | 65     | 94       | 158.925 34(2)   |       |
| ホルミウム         | 165Ho | 67     | 98       | 164.930 32(2)   |       |
| ツリウム           | 169Tm | 69     | 100      | 168.934 21(2)   |       |
| 金                 | 197Au | 79     | 118      | 196.966 55(2)   |       |
| ビスマス           | 209Bi | 83     | 126      | 208.980 38(2)   | [ 2 ] |
| トリウム           | 232Th | 90     | 142      | 232.038 1(1)    | [ 3 ] |
| プロトアクチニウム | 231Pa | 91     | 140      | 231.035 88(2)   | [ 4 ] |

## モノアイソトピック元素
単核種元素に似た概念にモノアイソトピック元素というものがある。これは、天然に存在する安定核種がただ一つである元素のことである。つまり放射性元素であるビスマス、トリウム、プロトアクチニウムはモノアイソトピック元素には含まれない。逆に、天然に存在する核種が複数であっても、そのうち安定核種がただ一つであればモノアイソトピック元素である。モノアイソトピック元素であるが単核種元素でない元素の中のうち、インジウムとレニウムは安定核種よりも長寿命放射性核種のほうが天然存在比が大きい。

### モノアイソトピック元素であるが単核種元素でない元素
| 元素の種類   | 安定核種 | 備考                                         |
| ------------ | -------- | -------------------------------------------- |
| バナジウム   | 51V      | 半減期1.4(4)E+17年の50Vが0.25%存在する       |
| ルビジウム   | 85Rb     | 半減期4.923(22)E+10年の87Rbが27.835%存在する |
| インジウム   | 113In    | 半減期4.41(25)E+14年の115Inが95.7%存在する   |
| ランタン     | 139La    | 半減期1.02(1)E+11年の138Laが0.09%存在する    |
| ユウロピウム | 153Eu    | 半減期5E+18年の151Euが47.8%存在する          |
| ルテチウム   | 175Lu    | 半減期3.85(7)E+10年の176Luが2.59%存在する    |
| レニウム     | 185Re    | 半減期4.12(2)E+10年の187Reが62.6%存在する    |